# La Bastide-du-Salat
La Bastide-du-Salat – miejscowość i gmina we Francji, w regionie Oksytania, w departamencie Ariège.
Według danych na rok 1990 gminę zamieszkiwało 147 osób, a gęstość zaludnienia wynosiła 22 osób/km² (wśród 3020 gmin regionu Midi-Pireneje La Bastide-du-Salat plasuje się na 916 miejscu pod względem liczby ludności, natomiast pod względem powierzchni na miejscu 1353).